# De Collega's 2.0
De Collega's 2.0 is een  Vlaamse film uit 2018 van Fobic Films, geregisseerd door Jan Verheyen. De film is geen remake van de televisieserie De Collega's, maar een update ervan met nieuwe personages. Een aantal nog levende personages van de oude serie duikt ook in de nieuwe film op met hun oorspronkelijke namen, maar geen van hen neemt een grote rol voor hun rekening.
De film werd geen succes in de bioscoop. Bij het verdwijnen uit de zalen hadden meer dan 140.000 bezoekers de film gezien. De tv-première op 8 mei 2020 was succesvoller en haalde 489.240 kijkers.

## Verhaal
Alexander De Groot begint als nieuw diensthoofd op een afdeling van een bedrijf. De afdeling kampt met een gemiddelde dossierachterstand van acht dagen en is niet gemotiveerd. Lodewijk Vanmarsenille en Aisha El Amrani, die beiden op de job van diensthoofd aasden besluiten om Alexander tegen te werken. De dossierachterstand verdubbelt zelfs op korte tijd. Alexander besluit een verplicht teambuildingweekend in te lassen om het groepsgevoel aan te wakkeren. De directeur van het bedrijf, Adelbert Dockx heeft net voor het weekend aan de afdelingsdirecteur Hilde Reyniers laten weten dat de dienst overbemand is en er één iemand moet vertrekken. Op het weekend ontdekken de collega's dat ze de lotto gewonnen hebben, maar Sandra kan het winnende biljet niet meer vinden. Ze komen ook te weten dat een van hen moet vertrekken en aan het einde van de dag is Alexander de kop van jut. Hij heeft het lottobiljet echter gevonden en bedenkt een plan. De volgende ochtend zet hij het op een lopen waardoor iedereen meteen doorheeft dat hij het lottobiljet heeft. Met de bus waarmee ze gekomen zijn achtervolgen de collega’s Alexander en richten daarmee veel schade aan. Uiteindelijk wacht Alexander hen op en zegt dat hij het gedaan heeft om hen te laten samenwerken. Het lottobiljet had hij al terug in de jaszak van Sandra gestoken. ’s Maandags is het directeur Reyniers die haar koffers kan pakken en ook Alexander vertrekt en wordt een succesvol schrijver. 

## Rolverdeling

### Hoofdrollen
| Acteur            | Personage              |
| ----------------- | ---------------------- |
| Steve Geerts      | Alexander De Groot     |
| Veerle Dobbelaere | Hilde Reyniers         |
| Ben Segers        | Frank Van Praet        |
| Jurgen Delnaet    | Kristof Goedgezelschap |
| Eva Van Der Gucht | Sandra Willems         |
| Mathijs Scheepers | Lodewijk Vanmarsenille |
| Ikram Aoulad      | Aisha El Amrani        |
| Loes Swaenepoel   | Kaat Peters            |
| Tatyana Beloy     | Evy Donckers           |
| Mathias Vergels   | Eewoud Van Gucht       |
| Steph Goossens    | Benny Verbeeck         |

### Bijrollen
| Acteur            | Personage                     |
| ----------------- | ----------------------------- |
| Luc Caals         | Adelbert Dockx                |
| Herbert Flack     | Vader Alexander               |
| Camilia Blereau   | Moeder Alexander              |
| Dirk Lavrysen     | Buschauffeur                  |
| Jaak Van Assche   | Jean De Pesser (cameo)        |
| Heddie Suls       | Josée De Pesser (cameo)       |
| Tuur De Weert     | Gilbert Van Hie (cameo)       |
| Agnes De Nul      | Kris Berlo (cameo)            |
| Johny Voners      | Thierry De Vucht (cameo)      |
| Nora Tilley       | Caroline Van Kersbeke (cameo) |
| René Verreth      | Philemon Persez (cameo)       |
| Nellie Rosiers    | Mireille Puis (cameo)         |
| Lukas Lelie       | Treinconducteur               |
| Andrew Van Ostade | Receptionist Hotel Mardaga    |
| Jordy Tulleners   | Barman                        |